# Minversheim
Minversheim (prononcé [minvərsajm] ; alsacien : mémferschè) est une commune française de la plaine d'Alsace située à 24,4 km au nord-ouest de Strasbourg dans la circonscription administrative du Bas-Rhin et, depuis le 1er janvier 2021, dans le territoire de la Collectivité européenne d'Alsace, en région Grand Est.
Cette commune se trouve dans la région historique et culturelle d'Alsace.
Village de milieu rural, Minversheim est intégrée dans la communauté de communes du pays de la Zorn qui regroupe 27 localités autour de Hochfelden.
Le village est devenu français en 1648 en vertu du traité de Westphalie. Comme le reste de l'Alsace, le village devient allemand entre 1871 et 1918 puis entre 1940 et 1944.

## Géographie

### Voies de communications
Minversheim est reliée à Huttendorf par la D 241, et est située sur la D 69 qui relie Kirrwiller à Mommenheim. La D 100 qui relie Hochfelden à Minversheim est prolongée à l'est par la D 139 qui mène à Bischwiller. L'autoroute A4 Paris - Strasbourg longe la commune, un accès est disponible par le péage autoroutier de Schwindratzheim par la D 100.
La voie de chemin de fer Sarreguemines - Strasbourg traverse le territoire communal ; la gare de Mommenheim est l'arrêt le plus proche.

### Communes limitrophes
| Ettendorf    | Morschwiller, Grassendorf | Huttendorf,            |
| Alteckendorf | Minversheim               | Wittersheim,           |
| Hochfelden   | Schwindratzheim           | Gebolsheim, Mommenheim |

### Hydrographie
La commune est dans le bassin versant du Rhin au sein du bassin Rhin-Meuse. Elle est drainée par le ruisseau le Minversheimerbach et le ruisseau le Schweingraben,.
Le Minversheimerbach, d'une longueur de 11 km, prend sa source dans la commune de Buswiller et se jette  dans la Zorn à Mommenheim, après avoir traversé cinq communes. 

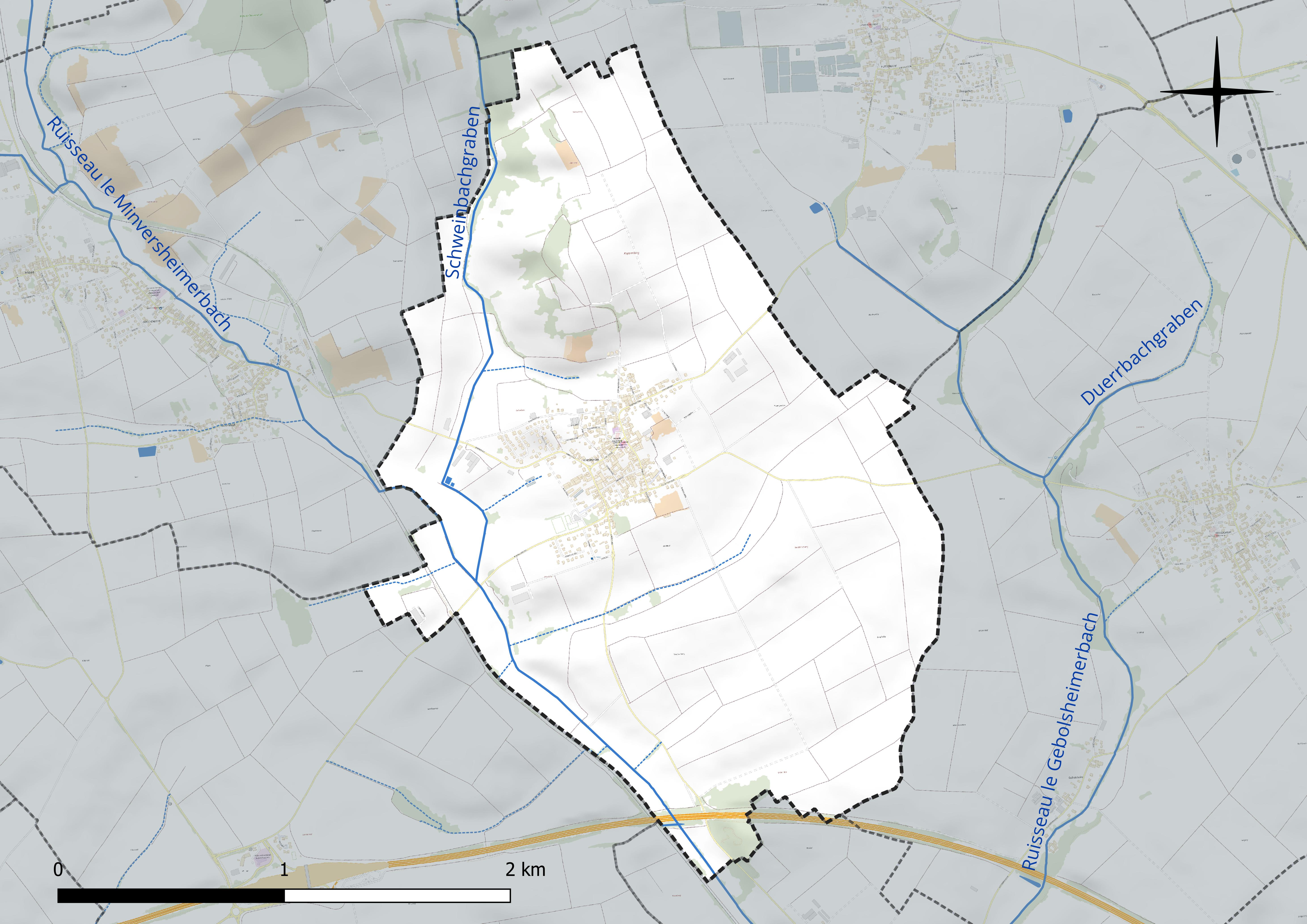
Réseau hydrographique de Minversheim.

### Climat
Pour des articles plus généraux, voir Climat du Grand Est et Climat du Bas-Rhin.
En 2010, le climat de la commune est de type climat des marges montargnardes, selon une étude du Centre national de la recherche scientifique s'appuyant sur une série de données couvrant la période 1971-2000. En 2020, Météo-France publie une typologie des climats de la France métropolitaine dans laquelle la commune est exposée à un climat semi-continental et est dans la région climatique  Vosges, caractérisée par une pluviométrie très élevée (1 500 à 2 000 mm/an) en toutes saisons et un hiver rude (moins de 1 °C). 
Pour la période 1971-2000, la température annuelle moyenne est de 10,3 °C, avec une amplitude thermique annuelle de 17,7 °C. Le cumul annuel moyen de précipitations est de 790 mm, avec 10,2 jours de précipitations en janvier et 10,2 jours en juillet. Pour la période 1991-2020, la température moyenne annuelle observée sur la station météorologique de Météo-France la plus proche, « Waltenheim-sur-zorn », sur la commune de Waltenheim-sur-Zorn à 4 km à vol d'oiseau, est de 11,3 °C et le cumul annuel moyen de précipitations est de 652,2 mm. 
La température maximale relevée sur cette station est de 38 °C, atteinte le 7 août 2015 ; la température minimale est de −14,9 °C, atteinte le 20 décembre 2009,,. 
Les paramètres climatiques de la commune ont été estimés pour le milieu du siècle (2041-2070) selon différents scénarios d'émission de gaz à effet de serre à partir des nouvelles projections climatiques de référence DRIAS-2020. Ils sont consultables sur un site dédié publié par Météo-France en novembre 2022.

### Végétation
L'ensemble du territoire communal est voué à l'agriculture depuis de nombreux siècles. Les premières mentions écrites remontent au VIIIe siècle quand l'abbaye de Wissembourg se déclare propriétaire de divers biens fonciers à Minversheim. Le paysage est donc entièrement façonné par la main de l'homme et la nature sauvage n'y a que peu de place.
Le plus ancien document cartographique décrivant le territoire remonte à l'année 1760 et a été dressé par l'arpenteur Gouget.
Sur un total de 1 040,93 arpents : 708,03 arpents sont consacrés aux terres labourables ; 115,60 arpents aux prés ; 98,99 arpents aux pâturages ; 75,51 arpents aux vignes ; 15,04 arpents aux bois ; 1,76 arpent aux jardins et 26 arpents aux vergers et aux habitations.

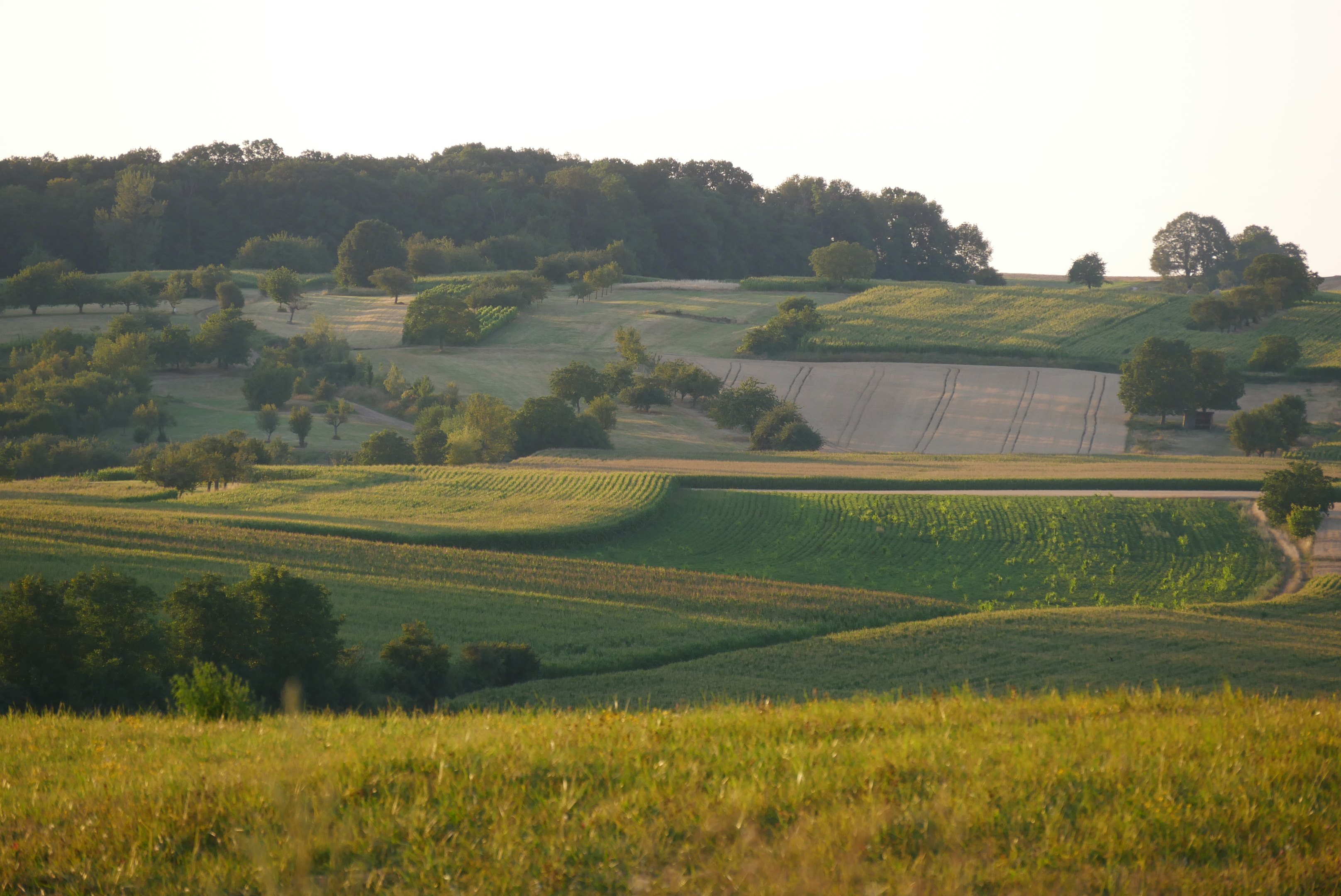
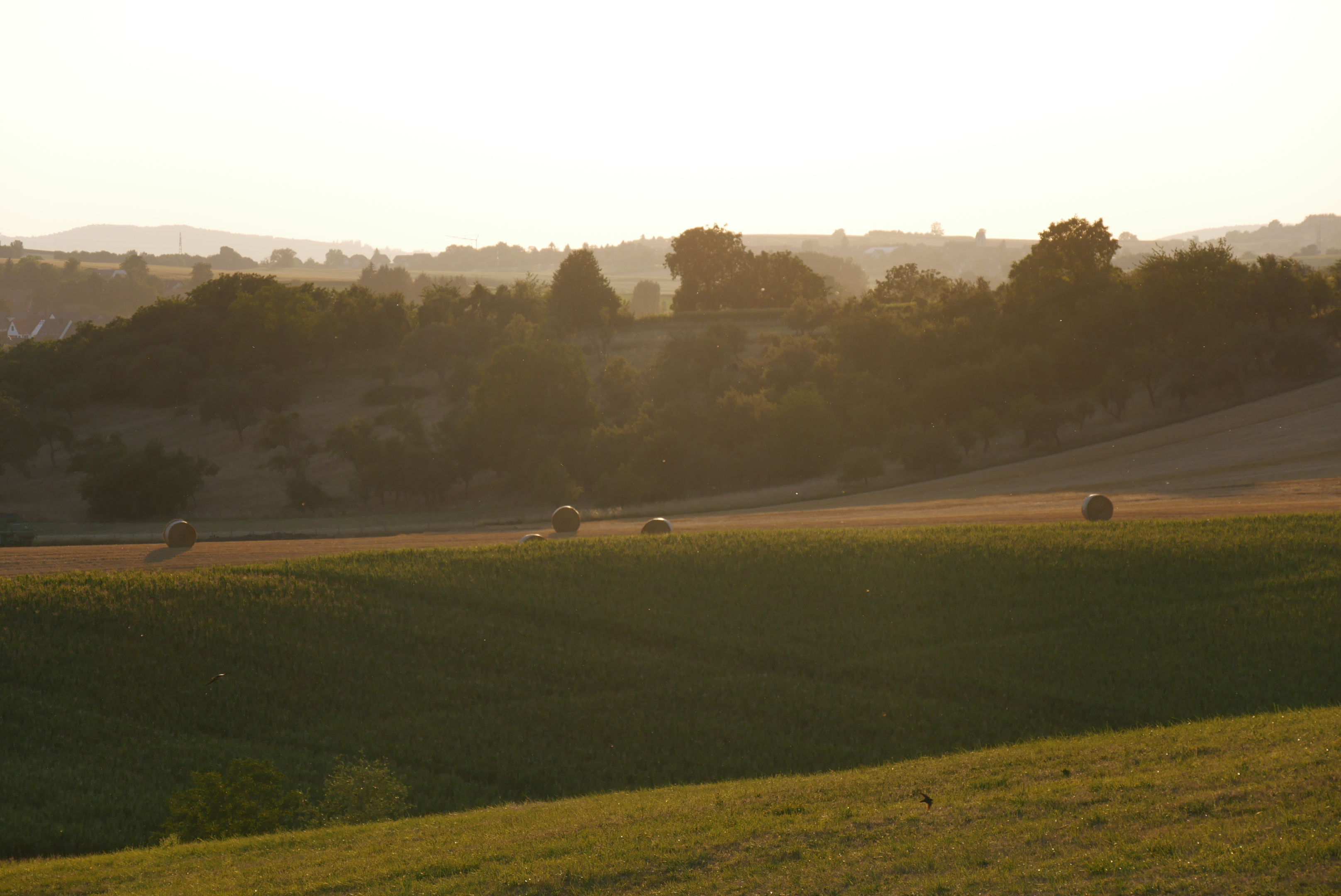

### Etschhausen, un village disparu
Ce village se situait à 1,3 kilomètre au sud de Minversheim, entre la route de Mommenheim (D 69) et le ruisseau Landgraben.
Etschhausen, qui était une circonscription dîmière à part entière, possédait une chapelle Saint-Nicolas, filiale de Minversheim en 1763 ; et en 1762, le curé touchait encore 106 florins de dîme de l'ancien ban. Cependant les dernières mentions de village remontent à 1300, 1308, 1349 et 1360 mais peut-être n'est-il déjà plus habité.
La chapelle qui apparaît en tant que ruine sur la carte de Cassini du XVIIIe siècle, n'existe plus aujourd'hui. Mais la statue en pierre de saint Hilaire, placée au-dessus du portail de l'église de Minversheim, provient de cette chapelle.
Cette localité a donné différents noms de lieux-dits :
- Etschhauser Weg (chemin d'Etschhausen) ;
- Etschhauser Pfad (sentier d'Etschhausen) ;
- Etschhauser Feld (champ d'Etschhausen) : seule cette dernière dénomination subsiste sur le plan cadastral actuel.

D'autres villages ont disparu dans les environs de Schwindratzheim et de Bossendorf.

## Urbanisme

### Typologie
Au 1er janvier 2024, Minversheim est catégorisée bourg rural, selon la nouvelle grille communale de densité à sept niveaux définie par l'Insee en 2022.
Elle est située hors unité urbaine. Par ailleurs la commune fait partie de l'aire d'attraction de Strasbourg (partie française), dont elle est une commune de la couronne,. Cette aire, qui regroupe 268 communes, est catégorisée dans les aires de 700 000 habitants ou plus (hors Paris),.

### Occupation des sols
L'occupation des sols de la commune, telle qu'elle ressort de la base de données européenne d’occupation biophysique des sols Corine Land Cover (CLC), est marquée par l'importance des territoires agricoles (92,2 % en 2018), en diminution par rapport à 1990 (94,1 %). La répartition détaillée en 2018 est la suivante : terres arables (79,5 %), zones agricoles hétérogènes (12,7 %), zones urbanisées (7,8 %). L'évolution de l’occupation des sols de la commune et de ses infrastructures peut être observée sur les différentes représentations cartographiques du territoire : la carte de Cassini (XVIIIe siècle), la carte d'état-major (1820-1866) et les cartes ou photos aériennes de l'IGN pour la période actuelle (1950 à aujourd'hui).

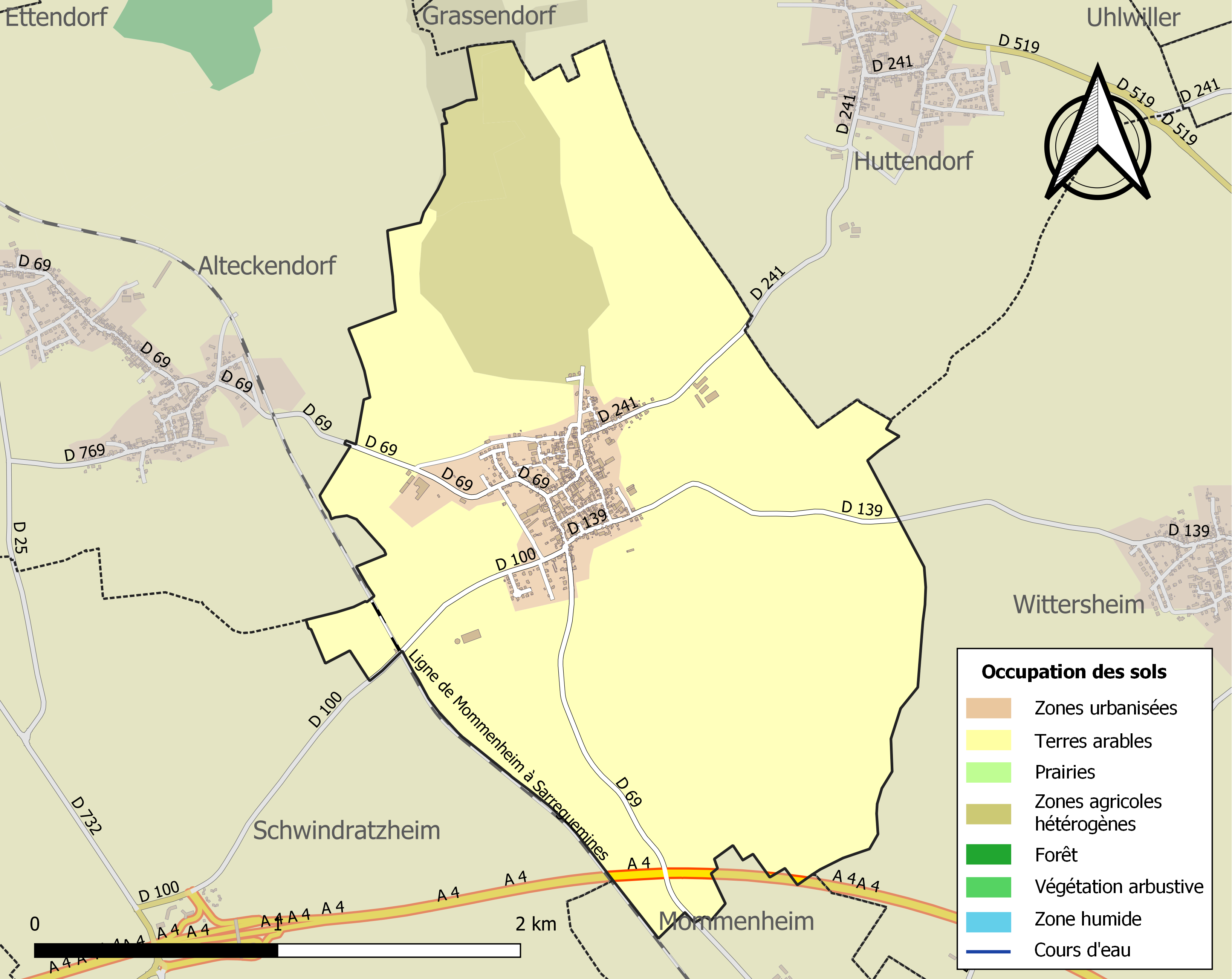
Carte des infrastructures et de l'occupation des sols de la commune en 2018 (CLC).

## Agriculture

### Statistiques de l'élevage à Minversheim entre 1866 et 1988 (en unité)[18].
| année | Vaches | Chevaux | Moutons | Porcs | Volailles | Chèvres |
| ----- | ------ | ------- | ------- | ----- | --------- | ------- |
| 1866  | 204    | 37      |         |       |           |         |
| 1897  | 451    | 74      | 89      | 256   | 2321      |         |
| 1901  | 465    | 76      | 68      | 374   |           | 5       |
| 1907  | 475    | 63      | 10      | 374   | 2536      |         |
| 1960  | 549    | 50      | ?       | 336   |           |         |
| 1980  | 1174   |         | 37      | 292   | 731       |         |
| 1988  | 1300   |         |         |       |           |         |

### Statistiques des cultures à Minversheim entre 1913 et 1988 (en hectares)[19]
| année | Vignes | Vergers | Blé | Orge | Patates | Houblon | Betteraves fourragères | Betteraves sucrières | Tabac | Maïs |
| ----- | ------ | ------- | --- | ---- | ------- | ------- | ---------------------- | -------------------- | ----- | ---- |
| 1913  | 36     | 28      | 76  |      | 76      | 14,5    | 48                     | 2,1                  |       |      |
| 1939  | 28     | 16      | 106 | 6    | 93      | 12      | 57                     | 7,5                  | 6,5   |      |
| 1960  |        |         | 82  | 1    | 30      | 2       | 80                     | 15                   | 10    | 0,5  |
| 1972  | 4,62   |         |     |      |         |         |                        |                      |       |      |
| 1980  | 4      | 4       | 140 | 87   |         |         |                        |                      |       | 19   |
| 1988  |        |         |     |      |         |         |                        | 30                   | 21    | 350  |

## Histoire

### Antiquité
Vers 1850 furent mises au jour plusieurs tombes de l'époque romaine datant du IIIe siècle après Jésus-Christ. Il s'agit d'urnes funéraires en verre contenant les cendres des défunts, placées dans des réceptacles en grès.

### Moyen Âge

#### Toponymie
Les premiers documents écrits mentionnant Minversheim datent du VIIIe siècle après Jésus-Christ. Il s'agit de documents où l'abbaye de Wissembourg se voit attribuer des biens fonciers par de généreux donateurs. Le village apparaît en 711 sous l'appellation Munefridovilla, puis en 732 sous Monefridovilla, en 742 sous Munefridovillare, et enfin en 744, 782 et 790 sous Munifridesheim.
La traduction la plus courante du mot Munefridovilla est « la demeure de Mundfrid »; où Mundfrid serait le nom d'un chef germanique qui signifie « le protecteur de la paix ».
Plus tard, en 1162, le nom du village, sous Munfersheim est presque fixé dans sa forme actuelle et en 1354, il s'est transformé en Münversheim.
Il est à noter que durant une partie du XIXe siècle, le nom du village s'est orthographié Minwersheim. (August Kassel, Minwersheim oder Minversheim, Strasbourg, 1896.) De nos jours, la forme du nom en dialecte alsacien est Memfersche.

#### Un village impérial
Un Reichdorf ou village impérial, est une communauté villageoise qui ne reconnaît comme seigneur que l'empereur du Saint-Empire romain germanique.

### Minversheim durant lesXIXeetXXesiècles

#### La minorité juive
Une communauté juive est présente à Minversheim dès le Moyen Âge. Ainsi vers 1360, sur 40 familles, trois sont de religion juive. Plus près de nous, le XIXe siècle marque l'apogée de la présence juive à Minversheim et le XXe celui de sa disparition.
| 1784 | 1807 | 1821 | 1846 | 1856 | 1861 | 1907 | 1920 | 1943 |
| ---- | ---- | ---- | ---- | ---- | ---- | ---- | ---- | ---- |
| 52   | 27   | 90   | 116  | 115  | 101  | 33   | 12   | 1    |

- Minversheim en 1865

## Politique et administration

### Canton et intercommunalité
Minversheim est une des 29 communes du canton de Hochfelden. Son conseiller général depuis l'élection cantonale partielle des 8 et 15 novembre 2009 est Marie-Paule Lehmann (UMP), maire de Scherlenheim.
La localité fait partie du la communauté de communes du pays de la Zorn qui regroupe en son sein 26 des 29 communes de canton de Hochfelden. Cette institution est présidée par Bernard Ingwiller (UMP), maire de Grassendorf.

### Les maires de la commune
| Période                                  | Période                   | Identité                                         | Étiquette | Qualité |
| ---------------------------------------- | ------------------------- | ------------------------------------------------ | --------- | ------- |
| Les données manquantes sont à compléter. |                           |                                                  |           |         |
| avant 1988                               | 1989                      | Albert Kandel                                    |           |         |
|                                          |                           |                                                  |           |         |
| avant 1995                               | ?                         | Charles Veit                                     | DVD       |         |
|                                          |                           |                                                  |           |         |
| mars 2001                                | mars 2008                 | Aloyse Grass                                     |           |         |
| mars 2008                                | En cours (au 31 mai 2020) | Bernard Lienhard, Réélu pour le mandat 2020-2026 |           |         |

## Population et société

### Démographie
L'évolution du nombre d'habitants est connue à travers les recensements de la population effectués dans la commune depuis 1793. Pour les communes de moins de 10 000 habitants, une enquête de recensement portant sur toute la population est réalisée tous les cinq ans, les populations de référence des années intermédiaires étant quant à elles estimées par interpolation ou extrapolation. Pour la commune, le premier recensement exhaustif entrant dans le cadre du nouveau dispositif a été réalisé en 2008.

En 2022, la commune comptait 703 habitants, en évolution de +5,24 % par rapport à 2016 (Bas-Rhin : +3,17 %, France hors Mayotte : +2,11 %).
| 1793 | 1800 | 1806 | 1821 | 1831 | 1836 | 1841 | 1846 | 1851 |
| ---- | ---- | ---- | ---- | ---- | ---- | ---- | ---- | ---- |
| 580  | 582  | 654  | 798  | 801  | 850  | 809  | 802  | 825  |

| 1856 | 1861 | 1866 | 1871 | 1875 | 1880 | 1885 | 1890 | 1895 |
| ---- | ---- | ---- | ---- | ---- | ---- | ---- | ---- | ---- |
| 753  | 757  | 728  | 744  | 710  | 744  | 720  | 674  | 679  |

| 1900 | 1905 | 1910 | 1921 | 1926 | 1931 | 1936 | 1946 | 1954 |
| ---- | ---- | ---- | ---- | ---- | ---- | ---- | ---- | ---- |
| 704  | 715  | 703  | 601  | 565  | 596  | 581  | 588  | 534  |

| 1962 | 1968 | 1975 | 1982 | 1990 | 1999 | 2006 | 2008 | 2013 |
| ---- | ---- | ---- | ---- | ---- | ---- | ---- | ---- | ---- |
| 545  | 539  | 541  | 501  | 485  | 510  | 606  | 633  | 682  |

| 2018 | 2022 | - | - | - | - | - | - | - |
| ---- | ---- | - | - | - | - | - | - | - |
| 653  | 703  | - | - | - | - | - | - | - |

| 1360                 | 1376                     | 1666            | 1693       | - | - | - | - | - | - |
| -------------------- | ------------------------ | --------------- | ---------- | - | - | - | - | - | - |
| 40 feux ou ~200 hab. | 40 familles ou ~200 hab. | 110 âmes (est.) | 200 (est.) | - | - | - | - | - | - |

## Culture locale et patrimoine

### Lieux et monuments
- Église catholique Saint-Hilaire

L'église Saint-Hilaire a conservé la tour-chœur de la fin du Moyen Âge, qui a cependant été remaniée à l’intérieur et surhaussée au début du XXe siècle. La nef qui lui était accolée, orientée est-ouest, a été détruite et remplacée par une nouvelle nef, en 1765, avec l’entrée au nord (date gravée sur le portail d’entrée).
La nef fut prolongée d’une travée vers le nord en 1875, d’après un projet de l’architecte Brion. Un nouveau mur-pignon reçut l’ancien portail de 1765 et les oculus qui le surmontent. Entre 1922 et 1925, le mur de soutènement du cimetière fut reconstruit sous la direction de l’architecte A. Molz (l’ancien corps de garde fut détruit) ; la porte d’entrée du cimetière est datée 1934.
En 1924 et 1925, le clocher fut rehaussé d’un niveau, en remployant les fenêtres du clocher du dernier niveau, installées au XVIIIe siècle. En 1935, la tribune d’orgue fut surélevée pour laisser plus d’espace au niveau du sol.

### Galerie

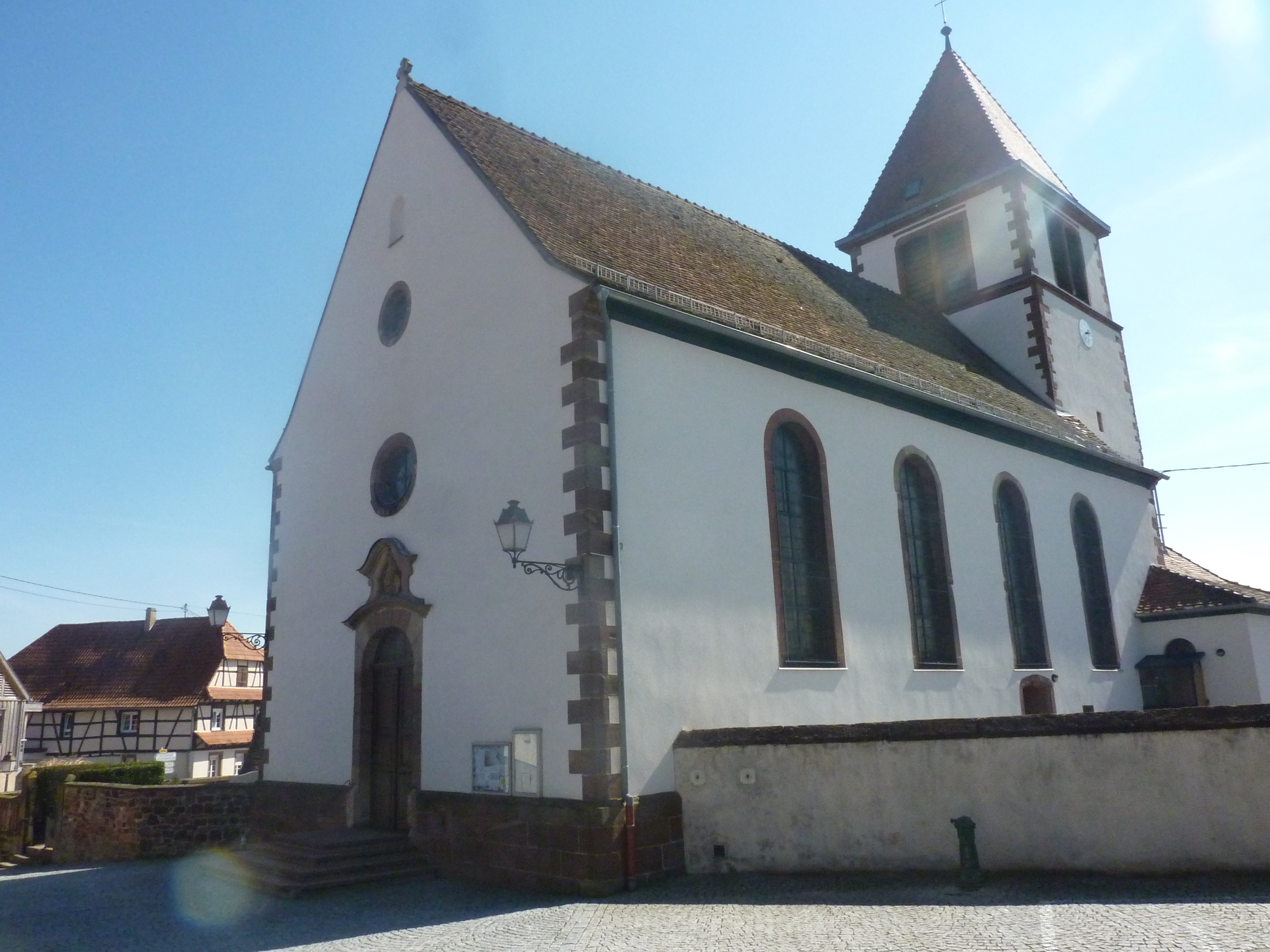
Église paroissiale Saint-Hilaire.
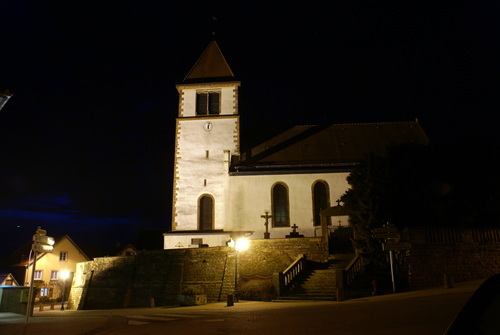
Église Saint-Hilaire de nuit.
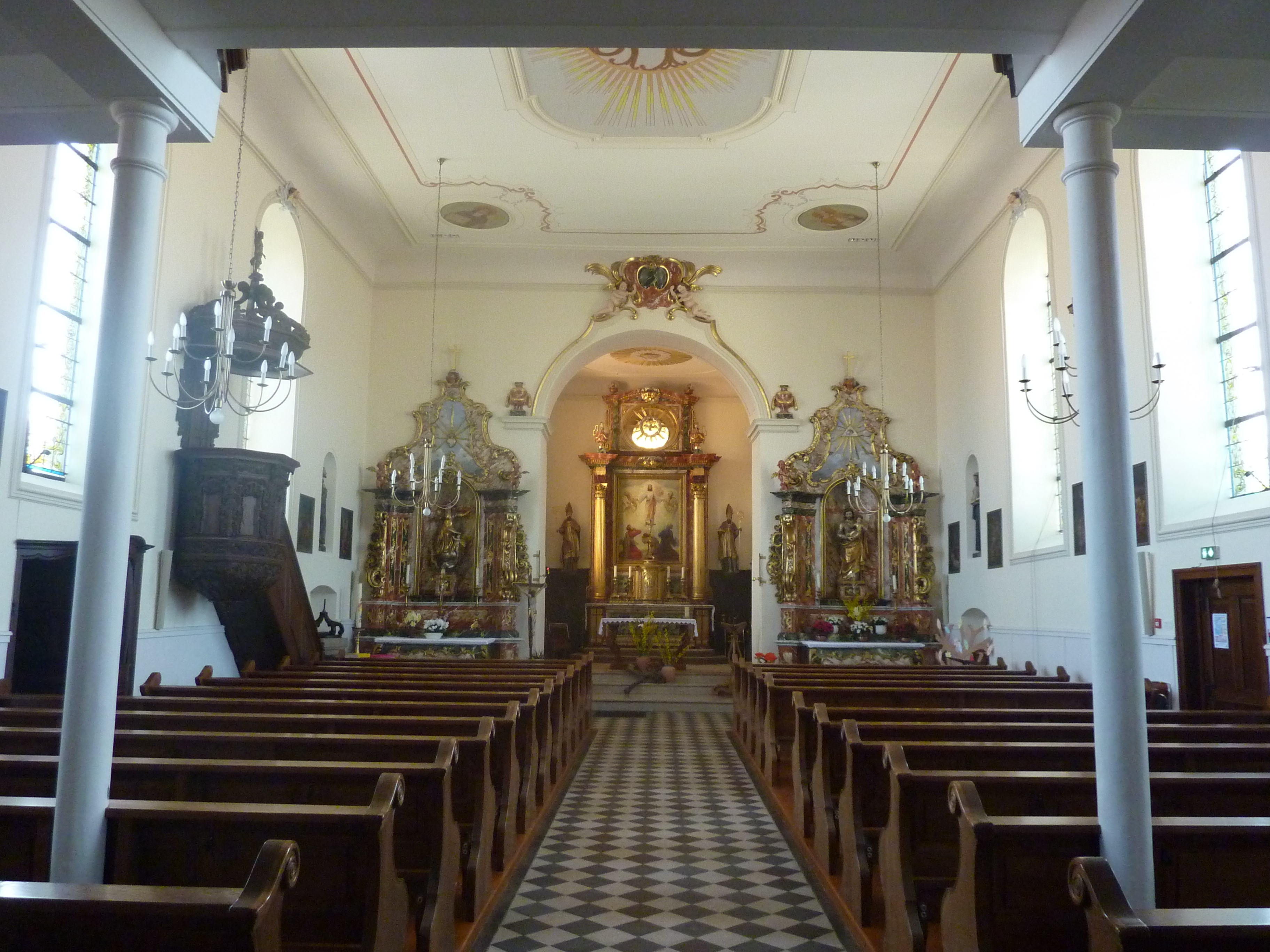
Intérieur de l'église Saint-Hilaire.

### Personnalités liées à la commune
Père Jean-Marc Meyer, curé de la paroisse depuis 1986, à la retraite depuis octobre 2011.

### Héraldique
| Blason de Minversheim | Blason  | D'azur au chiffre 4 d'or posé en bande. |
| Blason de Minversheim | Détails | Le chiffre quatre provient d'un jeu de mots sur le nom alsacien de la commune « Memfershe » où fer est assimilé à vier qui signifie quatre. |